# Карташевский, Григорий Иванович
Григо́рий Ива́нович Карташе́вский (1777—1840) — русский педагог, попечитель Белорусского учебного округа; в последний год жизни — сенатор.

## Биография
Сын священника. Родился  в малороссийской семье Карташевских. Учился в Харьковском коллегиуме, откуда в 1791 году за отличные успехи был определён в университетскую гимназию. После окончания дворянского отделения университетской гимназии в 1791 году принят казённокоштным студентом в Императорский Московский университет, где в 1796 году окончил курс и в январе 1799 года назначен учителем математики в Казанскую гимназию. Вместе со своим товарищем И. И. Запольским содержал небольшой пансион для иногородних гимназистов. Преподавал математику Н. И. Лобачевскому и С. Т. Аксакову, на сестре которого Надежде Тимофеевне, он в 1817 году женился.
В 1805 году при основании Императорского Казанского университета был назначен с 23 января адъюнктом для преподавания высшей математики, но уже 5 декабря 1806 года Карташевский был уволен из университета из-за разногласий с директором университета И. Ф. Яковкиным, против проявления самовластия которого он выступил.
По отзыву Аксакова Карташевский

принадлежал к небольшому числу тех людей, нравственная высота которых встречается очень редко и которых вся жизнь есть — строгое проявление этой красоты
Аксаков отмечал, что Карташевский так высоко поставил преподавание математики в университете, что его постановкой был поражён знаменитый М. Ф. Бартельс.
Переехал в Москву, где в сентябре 1807 года Карташевский получил место редакторского помощника в комиссии составления законов.
В 1809 году был назначен столоначальником в экспедицию государственного хозяйства; затем служил по департаментам государственного хозяйства и разных податей и сборов.
Назначен директором департамента в главном управлении духовных дел иностранных исповеданий (16.05.1824); 3 (15) августа 1829, откуда переведён (03.08.1829) года назначен попечителем Белорусского учебного округа. В 1834 году по его инициативе создана Витебская учительская семинария — первое специальное учебное заведение на территории Белой Руси, готовившее учителей для приходских училищ, подготовительных классов гимназий и уездных училищ.
Уволен от службы по болезни 7 марта 1835 года с производством в чин тайного советника; 28 июня 1839 года был назначен сенатором.